# Yllenus baltistanus
Yllenus baltistanus là một loài nhện trong họ Salticidae.
Loài này thuộc chi Yllenus. Yllenus baltistanus được Lodovico di Caporiacco miêu tả năm 1935.